# 鳥海貴樹
鳥海 貴樹（とりうみ たかき、1969年2月22日 - ）は、NHKのエグゼクティブアナウンサー。

## 人物・略歴
- 歴史学者で東京大学名誉教授・鳥海靖の二男として東京都に生まれる[1]。早稲田高校を経て上智大学卒業後、1992年入局。好きな食べ物は甘いもの。
- 中学、高校時代はサッカー、大学時代はフライングディスク競技のアルティメットに興じ、全日本選手権で準優勝、世界クラブ選手権にも出場した。
- 東京アナウンス室勤務時に、NHKニュースおはよう日本やサンデースポーツのキャスターを担当。
- 松山放送局勤務時は、地元スポーツ関係の実況（愛媛FC、愛媛マンダリンパイレーツ、米大リーグ岩村明憲情報など（岩村は愛媛県出身であり、連日ローカルニュースなどで岩村情報を提供））を担当した。またAFCアジアカップ2011が行われたカタールから実況の傍ら、愛媛県西条市出身でサッカー日本代表の長友佑都の情報などを、愛媛県向けに伝えた。
- 2013年のウィンブルドン選手権では男子決勝の実況を担当[2]。アンディ・マリーのイギリス選手77年ぶりの優勝を伝えた。
- 2014年のソチオリンピックではフィギュアスケート男子シングルショートプログラム[3]、女子シングルはショートプログラムとフリーの実況を担当[4]。羽生結弦のショートプログラム史上初の100点超えの演技や、浅田真央の「伝説のフリー」を実況した。
- 2014 FIFAワールドカップブラジル大会では、開幕戦のブラジル対クロアチアなど6試合を実況した。
- 2016年リオデジャネイロオリンピックのサッカー競技で、日本対ナイジェリア、決勝のブラジル対ドイツなどを実況で伝えた。
- 2018年の平昌オリンピックでは、フィギュアスケート男子シングルショートプログラムとフリースケーティングの実況を担当した。羽生結弦のオリンピック66年ぶりの連覇や、羽生と宇野昌磨による日本フィギュアスケート初の金銀メダル獲得を実況。
- 2018 FIFAワールドカップロシア大会では、グループリーグの日本対コロンビア、決勝トーナメントの日本対ベルギーなどを実況した。日本対コロンビアでは日本の対南米チーム初勝利を伝え、日本対ベルギーでは『ロストフの14秒』を実況した。
- 2019年全豪オープン女子シングルス決勝では、大坂なおみの優勝を伝えた。
- 2020年東京オリンピックのテニス競技では男女シングルスの決勝を実況した。
- 2023年のウィンブルドン選手権では4K放送の男子決勝を担当。4時間42分に渡る試合を解説者なしで1人で実況した。
- 2024年8月28日にドジャー・スタジアムで行われたMLBのロサンゼルス・ドジャース対ボルチモア・オリオールズの試合で行われた大谷翔平の愛犬「デコピン」の始球式を実況。8月31日のロサンゼルス・ドジャース対アリゾナ・ダイヤモンドバックス戦で大谷翔平、ムーキー・ベッツ、フレディ・フリーマンの球団史上初の試合開始から3者連続ホームランを実況した。

## 実況・コメント
- 「（15秒間の沈黙後）これが浅田・・真央です」（2014年のソチ五輪フィギュアスケート女子シングルで浅田真央のフリーの演技後の実況）
- 「女子ゴルフの歴史が変わりました」（2016年の日本女子オープンゴルフ選手権競技で、史上初めてアマチュア選手として畑岡奈紗が優勝を果たした際の実況）
- 「異次元の強さ」「これが王者です。王者の滑りです。圧巻の強さ」（2018年平昌オリンピックのフィギュアスケート競技・男子シングルで、羽生結弦が金メダルを獲得した際の実況）
- 「半端ないヘディングシュートがありました」（2018 FIFAワールドカップのグループリーグ、コロンビア対日本戦で、決勝ゴールを決めた大迫勇也が途中交代する際のコメント）
- 「日本に世界一の選手が誕生しました。大坂なおみが日本のテニスの歴史を変えました」（2019年全豪オープン女子シングルス決勝で大坂なおみが優勝した際の実況）

## 出演・担当業務
☆印は現在出演（担当）中。
長野放送局時代
- NHK杯国際フィギュアスケート競技大会 （1999年、実況）
- ひるどき日本列島（1996年、ゲスト西田ひかる）

京都放送局時代
- NHK杯国際フィギュアスケート競技大会 （1999年、実況）
- 堂々日本史（リポーター）

名古屋放送局時代
- NHK杯国際フィギュアスケート競技大会 （2000年、2001年、2002年、2003年、実況）
- ISUグランプリファイナル （2001年、実況）
- シドニーオリンピック （現地ラジオ実況）
- おはよう東海（キャスター）
- ウィンブルドン選手権（2001年、2003年、現地実況）

東京アナウンス室時代
- Jリーグタイム（キャスター）
- NHKニュースおはよう日本（土日祝スポーツコーナー、2004・2005年度）
- 堂々日本史（リポーター）
- NHK杯国際フィギュアスケート競技大会 （2004年、2006年、2007年、2008年、実況）
- ウィンブルドン選手権（2005年、2006年、現地実況）
- 2005年ウィンブルドン選手権男子決勝・ロジャー・フェデラー 対アンディ・ロディック
- サンデースポーツ（2007、2008年度キャスター司会）
- PGAゴルフザ・プレーヤーズ選手権（2009年、現地実況）
- 日本ゴルフツアー選手権（2009年、実況）

松山放送局時代
- サッカー親善試合　日本代表対イングランド（オーストリア・グラーツ）（2010年5月 、現地実況）
- 2010 FIFAワールドカップ南アフリカ大会（2010年6月 - 7月、スタジオ進行）
- AFCアジアカップ2011（カタール）現地実況・リポーター担当
- 2011 FIFA女子ワールドカップ（ドイツ）現地実況・リポーター
- NHK杯国際フィギュアスケート競技大会 （2009年、2010年、2011年、2012年、実況）
- ウィンブルドン選手権（2012年、現地実況）
- 日本オープンゴルフ選手権競技（2012年、実況）
- 2011年3月の東北地方太平洋沖地震発生後、盛岡放送局に応援で派遣され、災害情報を中心にローカルニュースを担当した。

グローバルメディアサービス時代
- ウィンブルドン選手権（2013年、2015年、2016年、2017年、2018年現地実況）
- NHK杯国際フィギュアスケート競技大会 （2013年、2014年、2015年、2016年、2017年、2018年、実況）
- 日本オープンゴルフ選手権競技（2013年、2014年、2015年、2017年、2018年、実況）
- ソチオリンピック （2014年、フィギュアスケート、ショートトラック、バイアスロン現地実況）
- AFC女子アジアカップ（2014年、決勝戦現地実況）
- 2014 FIFAワールドカップブラジル大会 （2014年6月 - 7月、現地実況）
- 天皇杯 JFA 全日本サッカー選手権大会（2015年度、2016年度、2018年度決勝戦実況）
- 全豪オープン（2015年、2016年、2017年、2018年、2019年決勝戦実況）
- ATPファイナルズ（2015年、2016年、現地実況）
- 2016年リオデジャネイロオリンピック（男子決勝ブラジル対ドイツ、日本対ナイジェリアなど実況）
- 日本女子オープンゴルフ選手権競技（2016年、実況）
- 2017年全豪オープン男子シングルス決勝・ロジャー・フェデラー対ラファエル・ナダル
- 平昌オリンピック（2018年、フィギュアスケート、アイスホッケー、スノーボードビッグエア、競技現地実況、閉会式中継実況）
- 2018 FIFAワールドカップロシア大会 （2018年6月 - 7月、現地実況。開幕戦（グループA）・ロシア対サウジアラビア及び日本戦2試合を含む計6試合[5]を実況）
- 2019年全豪オープン女子シングルス決勝・大坂なおみ×ペトラ・クビトバ

大阪放送局時代
- スポーツ中継（ゴルフ、サッカー、テニス、クロスカントリー、フィギュアスケート、メジャーリーグ、高校野球、カーリング、ショートトラック、バイアスロンなど）
- 日本オープンゴルフ選手権競技（2019年、実況）
- 日本女子オープンゴルフ選手権競技（2020年、2021年、実況）
- NHK杯国際フィギュアスケート競技大会 （2019年、2020年、2022年、実況）
- 2020年東京オリンピックのテニス競技（2021年、男女のシングルス決勝、女子ゴルフ実況）
- 2020年東京パラリンピックのシッティングバレーボール（2021年、実況）
- 全国高等学校駅伝競走大会（2021年女子実況）
- 2022年北京オリンピック （2022年、現地キャスター）
- 皇后盃全国都道府県対抗女子駅伝競走大会（2023年ラジオ実況）
- 選抜高等学校野球大会（2023年決勝戦実況）
- 関西のニュース
- ニュースほっと関西（ニュースリーダー、不定期）
- FIFAワールドカップ2022 - スタジオ進行
  - 準々決勝「クロアチア」対「ブラジル」（2022年12月9日 - 12月10日）
  - デイリーハイライト（総合、2022年12月10日）
  - 準々決勝「モロッコ」対「ポルトガル」（2022年12月10日 - 12月11日）

グローバルメディアサービス時代（2度目）
- スポーツ中継（ゴルフ、サッカー、テニス、クロスカントリー、フィギュアスケート、メジャーリーグ、高校野球、カーリング、ショートトラック、バイアスロンなど）☆
- 2023年ウィンブルドン選手権男子決勝（4K）・カルロス・アルカラス対ノバク・ジョコビッチ
- 日本シニアオープンゴルフ選手権競技（2023年、実況）
- 世界トライアスロンシリーズ（2023年、実況）
- ニュースウオッチ9（2024年7月22日 - 7月26日　スポーツキャスター・吉岡真央の代理）
- マイあさ!（2024年12月19日 - 12月20日　スポーツキャスター・上野速人の代理）※ひるのいこいも兼務。

静岡放送局時代
- 静岡のニュース☆
- NHKニュース たっぷり静岡（不定期・スポーツキャスター、2025年7月19日、8月8日・大谷奈央の代理）☆
- ニュースしずおか845（不定期）☆
- ニュースしずおか645（不定期）☆
- おはよう静岡（不定期）
- 第107回全国高等学校野球選手権静岡大会（準決勝・第１試合、決勝の実況）